# Championnat d'Europe masculin de rink hockey des moins de 20 ans 1957
Navigation
Championnat d'Europe masculin -20 ans 1955 Championnat d'Europe masculin -20 ans 1960
Le Championnat d'Europe de rink hockey masculin des moins de 20 ans 1957 est la troisième édition de la compétition organisée par le Comité européen de rink hockey et réunissant les meilleures nations européennes des moins de 20 ans. Cette édition a lieu à Lisbonne, au Portugal.
L'équipe d'Espagne des moins de 20 ans remporte sa première couronne européenne de rink hockey.

## Participants
Six équipes prennent part à cette compétition.
- Belgique
- Allemagne
- Pays-Bas
- Espagne
- France
- Portugal

## Résultats
Chaque équipe se rencontre une fois.
| Rang | Équipe    | Pts | J | G | N | P | Bp | Bc | Diff |  | Résultats |  |     |     |     |     |      |
| ---- | --------- | --- | - | - | - | - | -- | -- | ---- |  | --------- |  | --- | --- | --- | --- | ---- |
| 1    | Espagne   | 10  | 5 | 5 | 0 | 0 | 29 | 2  | +27  |  | Espagne   |  | 2-0 | 6-0 | 4-2 | 5-0 | 12-0 |
| 2    | Portugal  | 8   | 5 | 4 | 0 | 1 | 27 | 6  | +21  |  | Portugal  |  |     | 9-2 | 4-1 | 4-1 | 10-1 |
| 3    | Belgique  | 5   | 5 | 2 | 1 | 3 | 14 | 22 | -8   |  | Belgique  |  |     |     | 3-2 | 3-3 | 6-2  |
| 4    | Pays-Bas  | 3   | 5 | 1 | 1 | 3 | 15 | 16 | -1   |  | Pays-Bas  |  |     |     |     | 1-1 | 9-4  |
| 5    | Allemagne | 3   | 5 | 0 | 3 | 2 | 6  | 14 | -8   |  | Allemagne |  |     |     |     |     | 1-1  |
| 6    | France    | 1   | 5 | 0 | 1 | 4 | 7  | 38 | -31  |  | France    |  |     |     |     |     |      |